# صنعت خودروسازی مالزی
صنعت خودروسازی مالزی (به انگلیسی: Automotive industry in Malaysia) از ۲۷ تولیدکننده خودرو و بیش از ۶۴۰ قطعه ساز تشکیل شده است. صنعت خودروسازی مالزی با تولید سالانه بیش از ۵۰۰٬۰۰۰ خودرو، سومین صنعت بزرگ خودروسازی در جنوب شرقی آسیا و در جهان رتبه ۲۳ را در اختیار دارد. صنعت خودروسازی ۴ درصد یا ۴۰ میلیارد رینگیت از تولید ناخالص داخلی مالزی را تشکیل می‌دهد و بیش از ۷۰۰٬۰۰۰ نیروی کار را در سراسر اکوسیستم تمام کشور به کار گمارده است.
عقبه صنعت خودروسازی مالزی به دوران استعمار بریتانیا بازمی‌گردد. فورد مالایا پس از تأسیس در سال ۱۹۲۶ در سنگاپور، به اولین کارخانه مونتاژ خودرو در آسیای جنوب شرقی تبدیل شد. صنعت خودرو، در دوره پس از استقلال مالزی، در سال ۱۹۶۷ به منظور تحریک صنعتی شدن ملی ایجاد شد. دولت اقدامات اولیه را برای تشویق مونتاژ بومی وسایل نقلیه و تولید قطعات خودرو ارائه کرد. در سال ۱۹۸۳، دولت از طریق تأسیس شرکت ملی خودروی پروتون، و به دنبال آن پرودوآ در سال ۱۹۹۳، به‌طور مستقیم در صنعت خودروسازی مشارکت کرد. از دهه ۲۰۰۰، دولت در پی آزادسازی صنعت خودروسازی داخلی از طریق قراردادهای تجارت آزاد، خصوصی‌سازی و هماهنگ سازی با مقررات سازمان ملل بود.
صنعت خودروسازی مالزی، تحت عنوان پروتون و پرودوآ، یگانه پیشرو شرکت‌های خودروی بومی در جنوب شرقی آسیا است. در سال ۲۰۰۲، شرکت پروتون باعث شد تا مالزی به یازدهمین کشور جهان تبدیل شود که توانایی طراحی، مهندسی و ساخت خودرو، از پایه تا انتهای آن را دارد. صنعت خودروسازی مالزی همچنین میزبان چندین شرکت سرمایه‌گذاری مشترک داخلی و خارجی است که طیف وسیعی از وسایل نقلیه را از طریق واردات کیت‌های منفصل یا همان روش سی‌کی‌دی (CKD)، مونتاژ و تولید می‌کنند.
صنعت خودرو در مالزی در درجه اول تقاضای داخلی را تأمین می‌کند و تنها چند هزار خودروی کامل ساخته شده (CBU) در هر سال صادر می‌شود. صادرات قطعات خودرو ساخت مالزی با این وجود در دهه گذشته رشد چشمگیری داشته است و بیش از ۱۱ میلیارد رینگیت در سال ۲۰۱۶، به تولید ناخالص داخلی مالزی کمک کرد.

## بازار خودرو مالزی

نمودار مقدار فروش خودروهای تجاری و شخصی نو در مالزی بین سالهای ۱۹۶۷–۲۰۱۶

فروش سالانه
| فروش خودروهای شخصی یا تجاری نو در مالزی، ۱۹۶۷–۲۰۲۳ | فروش خودروهای شخصی یا تجاری نو در مالزی، ۱۹۶۷–۲۰۲۳ | فروش خودروهای شخصی یا تجاری نو در مالزی، ۱۹۶۷–۲۰۲۳ |
| سال                                                | تعداد                                              | افزایش رشد یا کاهش بر حسب درصد                     |
| -------------------------------------------------- | -------------------------------------------------- | -------------------------------------------------- |
| ۱۹۶۷                                               | ۱۶٬۶۱۵                                             | N/A                                                |
| ۱۹۶۸                                               | ۱۵٬۱۹۰                                             | 8.6%                                               |
| ۱۹۶۹                                               | ۲۳٬۵۶۰                                             | 55.1%                                              |
| ۱۹۷۰                                               | ۲۷٬۱۷۷                                             | 15.4%                                              |
| ۱۹۷۱                                               | ۳۰٬۷۸۷                                             | 13.3%                                              |
| ۱۹۷۲                                               | ۳۳٬۲۹۱                                             | 8.1%                                               |
| ۱۹۷۳                                               | ۴۹٬۵۳۲                                             | 48.8%                                              |
| ۱۹۷۴                                               | ۵۵٬۶۰۸                                             | 12.3%                                              |
| ۱۹۷۵                                               | ۵۶٬۳۳۷                                             | 1.3%                                               |
| ۱۹۷۶                                               | ۵۲٬۷۸۱                                             | 6.3%                                               |
| ۱۹۷۷                                               | ۷۲٬۱۴۲                                             | 36.7%                                              |
| ۱۹۷۸                                               | ۷۶٬۰۳۳                                             | 5.4%                                               |
| ۱۹۷۹                                               | ۵۸٬۴۷۳                                             | 23.1%                                              |
| ۱۹۸۰                                               | ۱۰۵٬۸۹۶                                            | 81.1%                                              |
| ۱۹۸۱                                               | ۱۰۰٬۹۳۵                                            | 4.7%                                               |
| ۱۹۸۲                                               | ۱۰۲٬۴۴۷                                            | 1.5%                                               |
| ۱۹۸۳                                               | ۱۰۸٬۳۱۴                                            | 5.7%                                               |
| ۱۹۸۴                                               | ۱۰۹٬۹۱۵                                            | 1.5%                                               |
| ۱۹۸۵                                               | ۹۴٬۹۹۹                                             | 13.6%                                              |
| ۱۹۸۶                                               | ۶۷٬۸۴۷                                             | 28.6%                                              |
| ۱۹۸۷                                               | ۴۸٬۹۹۶                                             | 27.8%                                              |
| ۱۹۸۸                                               | ۷۱٬۵۹۲                                             | 46.1%                                              |
| ۱۹۸۹                                               | ۱۰۹٬۳۵۷                                            | 52.8%                                              |
| ۱۹۹۰                                               | ۱۶۵٬۸۶۱                                            | 51.7%                                              |
| ۱۹۹۱                                               | ۱۸۱٬۸۷۷                                            | 9.7%                                               |
| ۱۹۹۲                                               | ۱۴۵٬۰۸۴                                            | 20.2%                                              |
| ۱۹۹۳                                               | ۱۶۷٬۹۲۸                                            | 15.7%                                              |
| ۱۹۹۴                                               | ۲۰۰٬۴۳۵                                            | 19.4%                                              |
| ۱۹۹۵                                               | ۲۸۵٬۷۹۲                                            | 42.6%                                              |
| ۱۹۹۶                                               | ۳۶۴٬۷۸۸                                            | 27.6%                                              |
| ۱۹۹۷                                               | ۴۰۴٬۸۳۷                                            | 11.0%                                              |
| ۱۹۹۸                                               | ۱۶۳٬۸۵۱                                            | 59.5%                                              |
| ۱۹۹۹                                               | ۲۸۸٬۵۴۷                                            | 76.1%                                              |
| ۲۰۰۰                                               | ۳۴۳٬۱۷۳                                            | 18.9%                                              |
| ۲۰۰۱                                               | ۳۹۶٬۳۸۱                                            | 15.5%                                              |
| ۲۰۰۲                                               | ۴۳۴٬۹۵۴                                            | 9.7%                                               |
| ۲۰۰۳                                               | ۴۰۵٬۷۴۵                                            | 6.7%                                               |
| ۲۰۰۴                                               | ۴۸۷٬۶۰۵                                            | 20.2%                                              |
| ۲۰۰۵                                               | ۵۵۲٬۳۱۶                                            | 13.3%                                              |
| ۲۰۰۶                                               | ۴۹۰٬۷۶۸                                            | 11.1%                                              |
| ۲۰۰۷                                               | ۴۸۷٬۱۷۶                                            | 0.7%                                               |
| ۲۰۰۸                                               | ۵۴۸٬۱۱۵                                            | 12.5%                                              |
| ۲۰۰۹                                               | ۵۳۶٬۹۰۵                                            | 2.0%                                               |
| ۲۰۱۰                                               | ۶۰۵٬۱۵۶                                            | 12.7%                                              |
| ۲۰۱۱                                               | ۶۰۰٬۱۲۳                                            | 0.83%                                              |
| ۲۰۱۲                                               | ۶۲۷٬۷۳۳                                            | 4.6%                                               |
| ۲۰۱۳                                               | ۶۵۵٬۷۴۴                                            | 4.46%                                              |
| ۲۰۱۴                                               | ۶۶۶٬۴۸۷                                            | 1.64%                                              |
| ۲۰۱۵                                               | ۶۶۶٬۶۷۷                                            | 0.03%                                              |
| ۲۰۱۶                                               | ۵۸۰٬۰۸۵                                            | 12.99%                                             |
| ۲۰۱۷                                               | ۵۷۶٬۶۲۵                                            | 0.6%                                               |
| ۲۰۱۸                                               | ۵۹۸٬۷۱۴                                            | 3.83%                                              |
| ۲۰۱۹                                               | ۶۰۴٬۲۸۷                                            | 0.93%                                              |
| ۲۰۲۰                                               | ۵۲۹٬۵۱۴                                            | 12.37%                                             |
| ۲۰۲۱                                               | ۵۰۸٬۹۱۱                                            | 3.89%                                              |
| ۲۰۲۲                                               | ۷۲۰٬۶۵۸                                            | 41.60%                                             |
| ۲۰۲۳                                               | ۷۹۹٬۷۳۱                                            | 10.97%                                             |